# Захарчук Олександр Петрович
Олекса́ндр Петро́вич Захарчу́к (6 жовтня 1971 — 2 грудня 2014) — солдат Збройних сил України, учасник російсько-української війни.

## Життєпис
Народився 1971 року в місті Вінниця. 1987 року закінчив вінницьку ЗОШ № 23. Одружився, проживав та працював у місті Вінниця.
Взимку 2013—2014 — волонтер Самооборони Майдану, заступник керівника по бойовій роботі ОГФ «Самооборона Майдану». Протягом 6 місяців щотижня він їздив у зону бойових дій як волонтер. Потім поїхав на передову як боєць, з осені 2014-го — водій-механик, 24-й батальйон територіальної оборони «Айдар», псевдо «Захар».
2 грудня 2014-го загинув під час обстрілу, вчиненого терористами з РСЗВ «Град», позицій батальйону поблизу міста Щастя — обстріл відбувся близько 4-ї години ранку, зруйновано кілька житлових будинків. Один снаряд вибухнув за метр від машини батальйону «Айдар», яка загорілася, в ній почав детонувати боєкомплект. Тоді ж загинув солдат Ярослав Сташків.
Без Олександра лишилися дружина, дві доньки, внучка.
Після проведення експертиз та ідентифікації 1 лютого 2015 року з Олександром попрощалися у Вінниці. 2 лютого 2015-го похований у місті Вінниця, кладовище мікрорайону «Пирогово».

## Нагороди та вшанування
За особисту мужність і героїзм, виявлені у захисті державного суверенітету та територіальної цілісності України, вірність військовій присязі під час російсько-української війни, відзначений — нагороджений
- орденом «За мужність» III ступеня (посмертно)
- 1 грудня 2015-го на фасаді будівлі вінницької ЗОШ школи № 23 відкрито меморіальну дошку Олександрові Захарчуку
- Його портрет розміщений на меморіалі «Стіна пам'яті полеглих за Україну» в Києві: секція 5, ряд 8, місце 8